# Waiting for the Sun
Waiting for the Sun je tretji studijski album skupine The Doors, izdan 3. julija 1968 pri založbi Elektra Records.
Album vsebuje 11 skladb, vse pa sta skupaj napisala The Doors. 

## Seznam skladb
Vse pesmi je napisal in uglasbil The Doors.
| Stran 1 | Stran 1                  | Stran 1 |
| Št.     | Naslov                   | Dolžina |
| ------- | ------------------------ | ------- |
| 1.      | „Hello, I Love You‟      | 2:14    |
| 2.      | „Love Street‟            | 2:53    |
| 3.      | „Not to Touch the Earth‟ | 3:56    |
| 4.      | „Summer's Almost Gone‟   | 3:22    |
| 5.      | „Wintertime Love‟        | 1:54    |
| 6.      | „The Unknown Soldier‟    | 3:22    |

| Stran 2         | Stran 2                        | Stran 2 |
| Št.             | Naslov                         | Dolžina |
| --------------- | ------------------------------ | ------- |
| 1.              | „Spanish Caravan‟              | 3:03    |
| 2.              | „My Wild Love‟                 | 3:01    |
| 3.              | „We Could Be So Good Together‟ | 2:26    |
| 4.              | „Yes, the River Knows‟         | 2:36    |
| 5.              | „Five to One‟                  | 4:26    |
| Skupna dolžina: | Skupna dolžina:                | 33:10   |

## Zasedba

### The Doors
- Jim Morrison – vokal
- Ray Manzarek – klavir, orgle
- Robby Krieger – kitara
- John Densmore – bobni

### Dodatni glasbeniki
- Douglas Lubahn – bas kitara
- Kerry Magness – bas kitara
- Leroy Vinnegar – bas